# Макарьевка (Алтайский район)
Макарьевка — село в Алтайском районе Алтайского края России. Административный центр и единственный населённый пункт Макарьевского сельсовета.

## География
Село находится в юго-восточной части Алтайского края, на берегах реки Большая Поперечка, на расстоянии примерно 7 километров (по прямой) к западу от села Алтайского, административного центра района. Абсолютная высота — 300 метров над уровнем моря.
Климат умеренно континентальный с теплым летом и умеренно морозной снежной зимой. Средняя температура января −16,8ºС, июля — + 19,2ºС. Годовое количество осадков — 937 мм.

## Население
| 1997 | 1998 | 1999 | 2000 | 2001 | 2002 | 2003 |
| ---- | ---- | ---- | ---- | ---- | ---- | ---- |
| 512  | ↗528 | ↗530 | ↗536 | ↗561 | ↗572 | ↗579 |
| 2004 | 2005 | 2006 | 2007 | 2008 | 2009 | 2010 |
| ↘559 | ↘554 | ↘537 | ↘520 | ↘483 | ↗532 | ↘470 |
| 2011 | 2012 | 2013 | 2014 | 2015 | 2016 | 2017 |
| ↘469 | ↘453 | ↘449 | ↘443 | ↗444 | →444 | ↘428 |
| 2018 | 2019 | 2020 | 2021 |      |      |      |
| ↘416 | ↘415 | ↗424 | ↘406 |      |      |      |

Согласно результатам переписи 2002 года, в национальной структуре населения русские составляли 95 %.

## Инфраструктура
В селе функционируют основная общеобразовательная школа, библиотека, сельский клуб, фельдшерско-акушерский пункт и отделение Почты России.

## Улицы
Уличная сеть села состоит из 7 улиц.